# Schreckstein

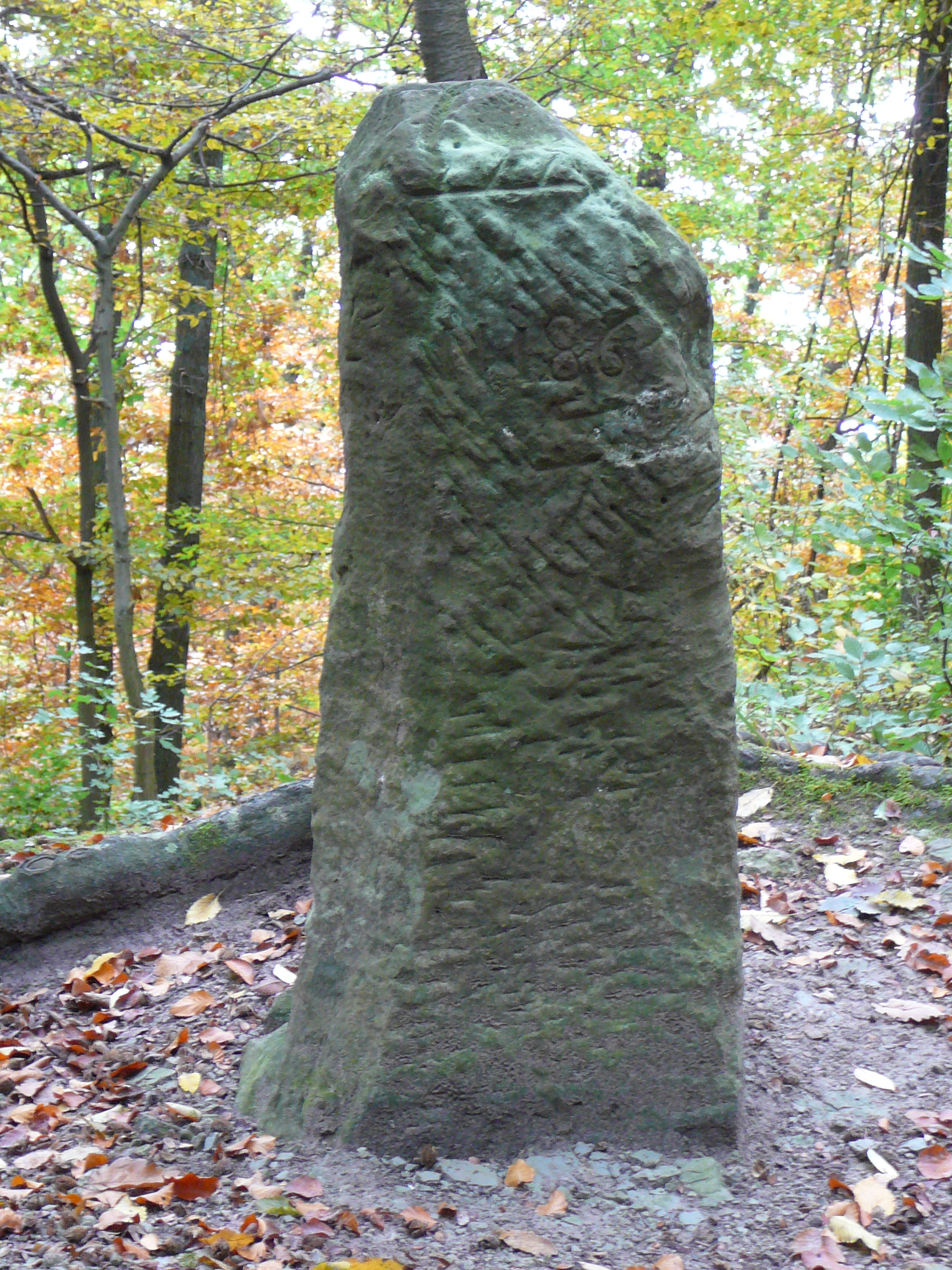
Der „Schreckstein“ genannte Grenzstein

Schreckstein wird ein mutmaßlich 650 Jahre alter Grenzstein westlich vom gleichnamigen Berg im Stromberg genannt, der die Markungen der Gemeinden Ensingen, Gündelbach, Illingen und Schützingen abgrenzt.

## Geographie
Der Schreckstein genannte Grenzstein steht 352 Meter über Normalnull rechts der Metter. Der 383,2 Meter hohe Berg Schreckstein ist Teil des vom 392,4 Meter hohen Eselsberg dominierten Höhenzugs zwischen Metter- und Glattbachtal. Forstwirtschaftlich gehört er zum Großen Fleckenwald, der auch die einst Sch[r]eckstein und später Klosterwald genannte Parzelle auf Gündelbacher Gemarkung einschließt.

## Geschichte
Die fragwürdige Datierung des Grenzsteins orientiert sich an einer 1355 ausgestellten Urkunde der im Niedergang begriffenen Grafen von Vaihingen, die ihren Sitz auf die nahe Burg Eselsberg verlegt hatten: Graf Konrad V. von Vaihingen und sein Sohn Heinrich verkauften dem Kloster Maulbronn am 22. August 1355 „ihren Wald, der Scheckstein genannt, bei Gündelbach“. Von einem Grenzstein ist in dieser Urkunde keine Rede, sondern von einer Waldparzelle, deren Name sicher weit älter war und sich auf den nahen Berg Schreckstein bezog. Nachdem sie in die Hände des Klosters gekommen war, wurde sie Klosterwald genannt.
Ein erster Beleg für den Grenzstein findet sich erst in einem Auszug des Grundbuchamts Ensingen von 1757, in dem er als Markstein des württembergischen Amts Vaihingen an der Enz Schreckstein genannt wird. Er fungierte auch als Grenzstein für die 1758 eingerichteten Oberämter Vaihingen und Maulbronn, die am 16. September 1938 aufgelöst wurden. Zu dieser Zeit entstand der Kreis Vaihingen. Maulbronn wurde aufgehoben.
Im November 2003 wurde der Schreckstein gestürzt, neu vermessen und mit einem Fest am Sonntag, dem 23. Mai 2004, neu gesetzt und eingeweiht.